# Artur Gołuchowski
Artur Gołuchowski (1. července 1808 – 27. října 1893 Łosiacz) byl rakouský politik polské národnosti z Haliče, v 2. polovině 19. století poslanec Říšské rady.

## Biografie
Podílel se na listopadovém povstání roku 1830 a podporoval i lednové povstání roku 1863.
Působil krátce jako poslanec Říšské rady (celostátního parlamentu), kam usedl v doplňovacích volbách roku 1878 za kurii městskou v Haliči, obvod Lvov. Slib složil 27. března 1878. V roce 1878 se uvádí jako statkář, bytem Łosiacz.
Zemřel v říjnu 1893 na svém statku Łosiacz.
Jeho bratrem byl politik a místodržící Haliče Agenor Gołuchowski, dalším bratrem byl šlechtic Stanisław Gołuchowski.